# Eden Bananas

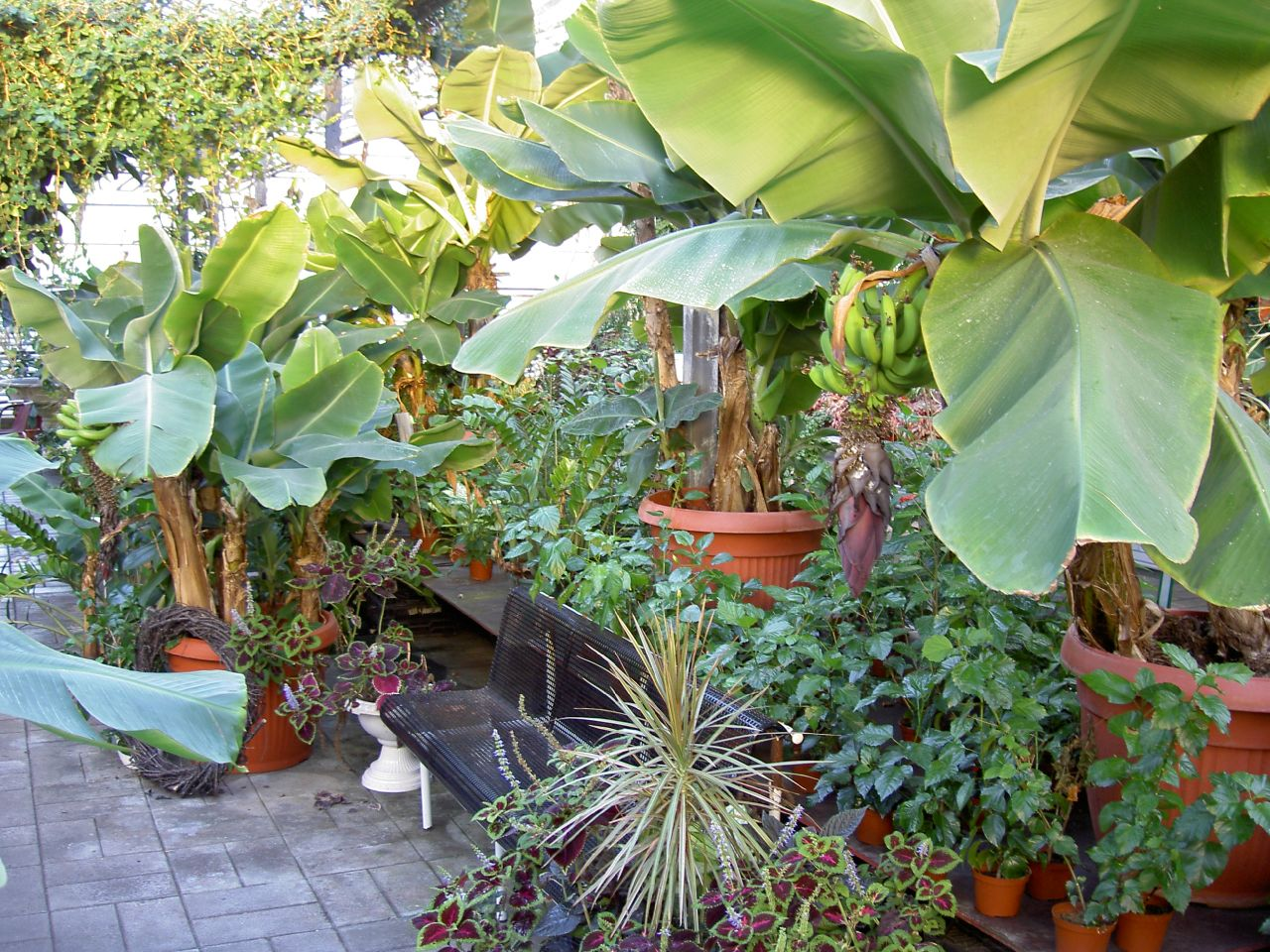
Bananas con sus frutos en Eden Bananas.

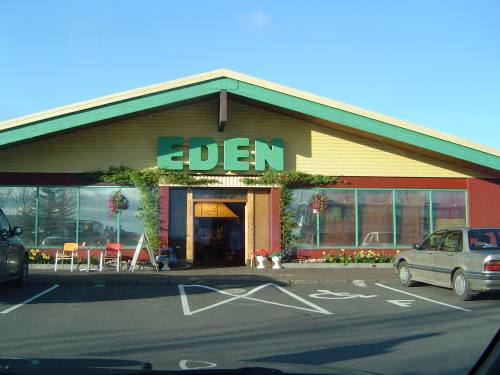
Eden restaurante e invernadero.

El Eden Bananas era un invernadero de unos 1400 m² de extensión en Hveragerði, Islandia. Este jardín botánico y vivero era de administración privada. En 2011 se quemó en un incendio y no ha sido reconstruido

## Localización
Se encuentra en la zona geotérmica del sur de Islandia
Austurmörk 25 Hveragerði, 128 Iceland-Islandia. 
64°00′N 21°12′O / 64.000, -21.200

## Historia
El Jardín Botánico fue creado en 1983.

## Colecciones
Las plantas que alberga el jardín son de climas tropicales y subtropicales que se desarrollan en plenitud en una ubicación de tundra gracias a la energía geotérmica que abastece al invernadero y la abundante luz solar del verano que es compensada por iluminación eléctrica durante los inviernos boreales electricidad obtenida también con la abundante energía de la región.
En este invernadero se cultivan bananas, papayas, cafetos, aguacates, diferentes especies de orquídeas tropicales, naranjos, hibiscus, . . . Desafortunadamente todo está enfocado al impacto turístico con nulo rigor científico.
Muchas de las plantas que se exhiben se pueden comprar en la tienda supermercado, también hay un restaurante donde se puede comer.